# Селенгинский солеваренный завод
Селенги́нский солева́ренный заво́д — одно из первых промышленных предприятий Забайкалья. Располагался на Селенгинском (Солёном) озере близ современного улуса Тохой Селенгинского района Бурятии.

## История завода
О начале соляных промыслов на Селенгинском озере, ныне носящем название Солёное, ещё в 1675 году упоминал Н. Г. Спафарий. 

...и в том озере садится соль ежегод много и ныне строили там анбар и хотят варить соль.— «Путешествие через Сибирь от Тобольска до Нерчинска и границ Китая русского посланника Николая Спафария в 1675 году»\\Записки ИРГО Спб 1882
Завод был построен в 1680-е годы Селенгинским Троицким монастырём. Предприятие находилось в 35 верстах к северу от Селенгинского острога. Было построено пять бревенчатых восьмиугольных варниц: Никольская, Богородская, Спасская, Благовещенская, Преображенская (последняя сгорела в 1815 году). При заводе было построено селение Русское и почтовая станция Солёнопадская. В 12 верстах к востоку располагались мельница и пруд на реке Убукун, впоследствии названный Казённым прудом.
В 1709 году по указу Петра I варницы на Солёном озере были утверждены за Селенгинским Троицким монастырём. В XVIII веке все солеваренные заводы Восточной Сибири перешли в руки казны, которая сдавала их в содержание с торгов. Селенгинский завод сдавался с торгов с 1719 года. До 1727 года заводом владел селенгинский служилый Василий Брянский. Впоследствии предприятие меняло владельцев. До 1757 года заводом управлял иркутский купец Иван Чечёткин. 1 августа 1757 года завод перешёл по наследству семье селенгинского купца Михаила Лупповича Пахолкова и принадлежал ей до 1803 года. После смерти М. Л. Пахолкова заводом управляли его сыновья, верхнеудинские купцы Дмитрий, Иван и Василий Пахолковы. По сведениям А. И. Мартоса, в 1803 году завод вновь перешёл в распоряжение казны, с уплатой Пахолковым 7762 рублей.
В 1821 году был издан указ об учреждении при заводе госпиталя.
Завод также производил минеральные краски и квасцы. Впоследствии их производство было прекращено из-за недостаточного спроса.
Завод ежегодно производил от 20 до 60 тысяч пудов соли, продаваемой в Верхнеудинском округе. Со временем концентрация соли в водном растворе сокращалась, снижалось и её производство. В начале своей деятельности первые две варницы производили 40 тысяч пудов соли в год, к 1820-м годам четыре варницы производили 7 тысяч пудов. В 1859 году было произведено всего 5192,6 тонн.
Из-за падения производительности себестоимость соли выросла до 60 копеек за пуд, тогда как на других казённых соляных заводах Восточной Сибири себестоимость составляла 22—29 копеек. Ввиду этого производство было остановлено.
Предприятие использовалось для принудительных и каторжных работ преступников, недоимщиков и должников. При заводе дислоцировались подразделения Забайкальского городового казачьего полка. В середине 1840-х годов их перевели в город Селенгинск.
Из-за плохого содержания работники совершали побеги. В 1795 году, когда завод принадлежал Пахолковым, бежал 41 человек. За период с 1828 года по 1833 год бежали 50 человек, при общем числе прикреплённых рабочих в 147 человек. Каторжникам выплачивали 3 рубля в месяц с вычетом стоимости хлеба по цене 15 копеек за пуд. После передачи завода в казённое содержание положение рабочих улучшилось — увеличилась оплата труда и хлебное содержание. При недостаче рабочей силы нанимались вольнонаёмные.
В 1860 году старую часовню при солеваренном заводе перестроили в церковь Казанской иконы Божией Матери. В её приходе числились 234 человека. Храм был приписан к Покровской церкви Новоселенгинска.
27 августа 1879 года епископом Селенгинским Мелетием была заложена миссионерская церковь Святителя Николая. Храм строился на средства верхнеудинского купца И. Ф. Голдобина. 
После остановки производства 14 тысяч десятин заводской земли в 1860—1870-е годы были переданы в ведение Министерства финансов. Остальные земли перешли в пользование местного населения. В 1870-е годы заводские земли и Солёное озеро были переданы в аренду И. Ф. Голдобину, возобновившему производство соли. Аренда продолжалась до начала 1900-х годов. В 1888 году было добыто 9947 пудов, в 1891 году — 4100 пудов соли. После завершения аренды Голдобина заводские земли сдавались различным лицам и организациям, оставаясь в собственности казны. В начале XX века завод производил сульфат для Верхнеудинского стеклоделательного завода.
После установления Советской власти в 1920 году Селенгинский завод был национализирован и предприятие стало работать под названием «Селенгинский солеваренный, сульфатный и химпрепаратов завод». В 1923 году было произведено 25 тысяч пудов безводного сульфата, 18 тысяч пудов глауберовой соли, 26 тысяч пудов сернистого натрия, ультрамарина, бисульфита, кальцинированной соды и других химикатов, 50 тысяч пудов поваренной соли. Производство глауберовой соли находилось в аренде у частного лица до августа 1923 года. Сульфатное сырьё поставлялось на Верхнеудинский стекольный завод.
29 мая 1925 года завод сгорел во время ночного пожара. В 1926 году Совет народных комиссаров СССР принял решение о строительстве нового сульфатного завода на Селенгинском озере. Строительство началось на новом месте и 1 мая 1927 года предприятие было официально запущено под названием Селенгинский сульфатный завод.

## Известные сотрудники
- П. А. Кельберг — с 1847 года работал лекарем в госпитале завода.